# Kiko Loureiro

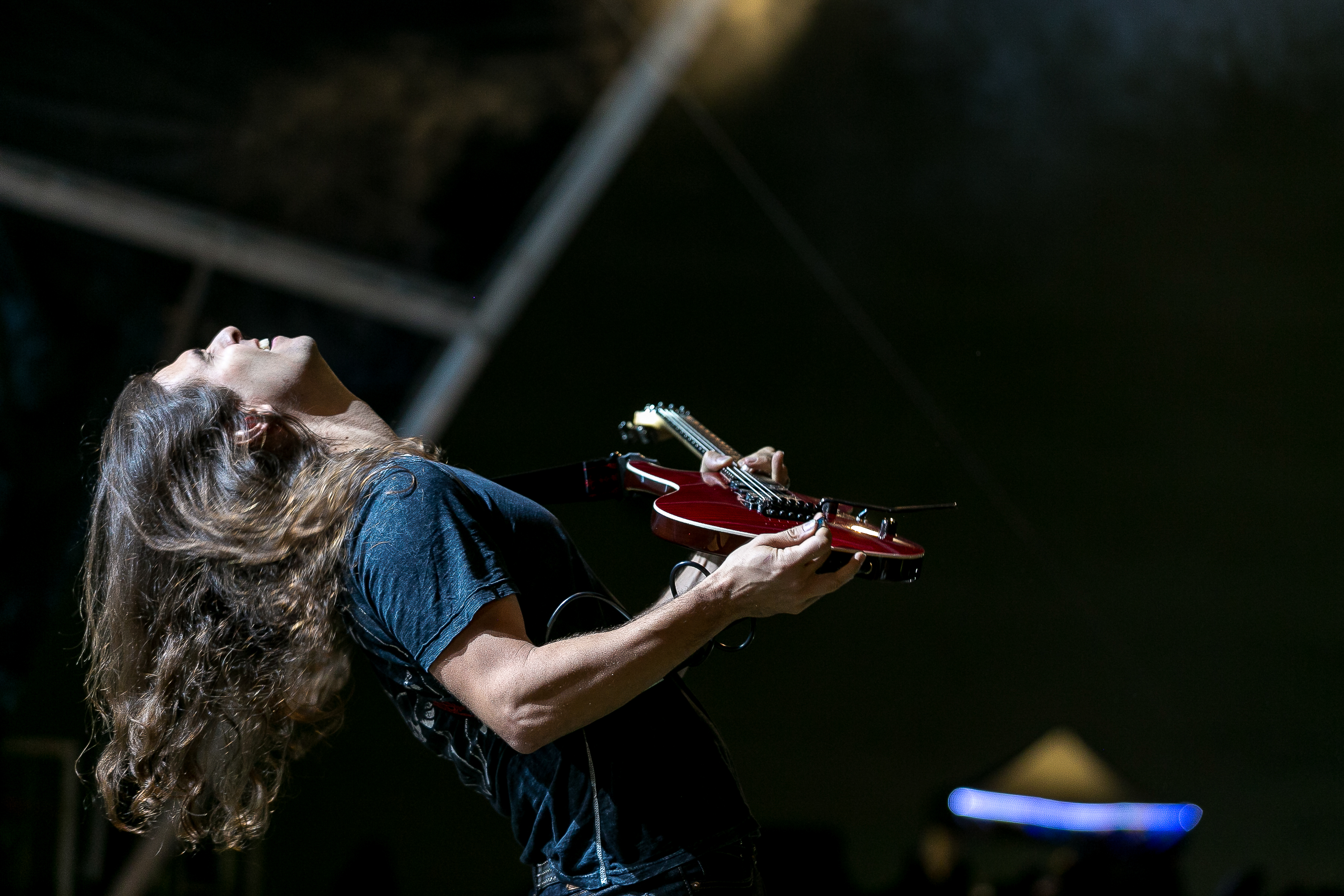
Kiko Loureiro

Pedro Henrique "Kiko" Loureiro (Rio de Janeiro, 16 de junho de 1972) é um músico multi-instrumentista, compositor e guitarrista brasileiro. Ao longo de sua carreira musical, ele foi membro de várias bandas, como a banda de thrash metal Megadeth e a banda de power metal Angra.
Além de sua discografia com o Angra e Megadeth, já lançou cinco álbuns solo: No Gravity (2005), Universo Inverso (2006), Fullblast (2009), Sounds of Innocence (2012), Open Source (2020).
Se apresentou ao lado de renomados músicos como Allan Holdsworth, Victor Wooten, John DeServio (Black Label Society), Richie Kotzen, Eddie Jackson (Queensryche), Joe Satriani, Mike Terrana (que já gravou com Kiko Loureiro em dois álbuns do próprio), Doug Wimbish (Madonna, Living Colour, Mick Jagger) e Neal Smith (Alice Cooper).
Apesar de ser canhoto, Kiko toca seus instrumentos de corda do tipo destro, pois começou fazendo aulas de violão para destros.

## Carreira
Por dois anos seu professor, Pedro Bueno, ensinou-lhe os primeiros acordes e peças de violão. Em seguida, tomou aulas com o conhecido guitarrista Aldo D'Isep.
Adolescente apreciador do rock, quis aprender a tocar guitarra. Ganhou sua primeira guitarra aos doze anos de idade, uma SG preta, e um amplificador. Foi então aprender os solos e riffs que ele desejava, de guitarristas como Eddie Van Halen, Jimmy Page, Jimi Hendrix, Randy Rhoads, Jason Becker, entre outros.
Aos dezesseis anos, já levando bem a sério o estudo da guitarra, foi estudar no antigo IG&T com Wesley "Lély" Caesar e outros professores, quando teve a oportunidade de conhecer o guitarrista Mozart Mello com o qual estudou durante cinco anos.
Kiko teve uma breve passagem pela boy band Dominó, fazendo parte da banda de apoio.
Foi neste período que começou a tocar profissionalmente nas casas noturnas de São Paulo. Sua primeira banda nesta época foi o Legalize (com Edu Mello nos vocais, Dennis Belik no baixo e Alja na bateria). Posteriormente tocou com a banda A Chave, participando também no projeto do tecladista Fábio Ribeiro, o Blesqui Zátsaz. Também nesta fase, ele conheceu Seizi Tagima, quando levou sua Ibanez, guitarra posterior à Giannini, para regular, e assim visitou o atelier deste famoso luthier. Depois deste encontro, Kiko e Seizi desenvolveram uma guitarra que veio a ser o protótipo da Tagima Zero e substituiu sua Ibanez. Ele utilizou tanto seu protótipo quanto as Tagima Zero por muitos anos e recentemente desenvolveu dois novos modelos, a Tagima K1 e a Tagima K2.
Aos dezenove anos foi convidado para entrar no recém-formado Angra. A partir daí sua história se confunde com a história desta banda, onde se dedicou por tempo integral.
Em março de 1993 Kiko grava sua videoaula pela produtora MPO, e logo em junho viaja à Alemanha para gravação do primeiro disco do Angra, intitulado Angels Cry.
Além de guitarra, Kiko também toca baixo, piano e bateria. No álbum Temple of Shadows, ele fez também uma participação com piano e em seus álbuns solo, tocou bateria em algumas músicas. No single "Acid Rain" da banda Angra ele tocou baixo, já que com a saída de Luis Mariutti a banda ainda não tinha um baixista substituto (que mais tarde viria a ser Felipe Andreoli).
Várias empresas associaram suas marcas a seu nome, principalmente as guitarras Tagima que o acompanharam mundo afora por diversas turnês e workshops. Outra empresa de guitarra, a japonesa Stafford, criou um modelo-assinatura de Kiko Loureiro, porém de venda exclusiva no Japão, como também a tão aclamada ESP, que criou um modelo signature em seu nome. Porém atualmente ele é um endorser da famosa Ibanez tendo 4 modelos de guitarras em seu nome: KIKOSP, KIKOSP2, KIKO100 e KIKO10P, sendo a última da linha "Ibanez Premium".
Ele foi colunista durante um ano e capa por duas vezes da revista japonesa Young Guitar, colunista e capa das revistas Guitar & Bass e Cover Guitarra e teve uma matéria publicada na revista americana Guitar Player em outubro de 2007, dentre outras publicações, e também foi eleito melhor guitarrista do mundo pela revista "Burrn!".
Foi chamado para fazer uma participação no álbum My Winter Storm, da cantora finlandesa Tarja Turunen, e participou da turnê pela Ibero-América junto com ela.
Em 2009, participou da NAMM 2009, uma das maiores feiras musicais do mundo, na qual já havia participado no ano anterior.
Em 2015, se despediu do Angra para se dedicar exclusivamente ao Megadeth.
Em abril de 2015, Dave Mustaine confirmou a entrada de Kiko como guitarrista da banda norte-americana de thrash metal Megadeth. Pela banda, participou das gravações de dois discos, Dystopia e The Sick, The Dying ...And The Dead. Kiko deixou o Megadeth em 2023, após passar um tempo afastado da banda devido a grande duração das turnês e ter que ficar muito afastado de sua família.
Em julho de 2020, lançou seu quinto disco solo, intitulado Open Source, viabilizado através de um financiamento coletivo com a ajuda dos fãs.
Em 2021, lança o livro "Negócios Para Criativos", que traz visão empreendedora sobre o mercado da música. A obra entra para a lista de mais vendidos do Brasil daquele ano.
Em junho de 2024, se apresenta no Best Of Blues And Rock, no Rio de Janeiro e seguiu no país para apresentações de sua turnê solo.

## Reconhecimento
Foi incluído na lista 30 maiores ícones brasileiros da guitarra e do violão (Categoria: Heróis Virtuosos) da revista Rolling Stone Brasil, em 2012.
Em 2016, foi premiado no The Epiphone Revolver Music Awards, no Prêmio Dimebag Darrell para melhor guitarrista.
Em 2019, foi listado entre os 20 melhores guitarristas da década pela revista especializada em guitarras Guitar World.

## Vida pessoal
Kiko Loureiro fala um pouco de francês, espanhol, alemão, finlandês, fala fluentemente inglês, além do português nativo.
Ele casou-se com a pianista e tecladista finlandesa Maria Ilmoniemi em 2011. Os dois se conheceram durante sua participação na Storm World Tour de Tarja Turunen em 2008. Sua primeira filha, Livia, nasceu em 29 de setembro de 2011. Em 21 de novembro de 2016, eles deram as boas-vindas aos gêmeos Dante e Stella.

## Discografia[41]

### Álbuns solo

#### Álbuns de estúdio
- No Gravity (Álbum, 2005)
- Universo Inverso (Álbum, 2006)
- Fullblast (Álbum, 2009)
- Sounds of Innocence (Álbum, 2012)
- Open Source (Álbum, 2020)
- Theory of Mind (Álbum, 2024)

#### Álbuns ao vivo
- The White Balance (DVD, 2013)

### com Angra
- Reaching Horizons (demo, 1992)
- Angels Cry (Álbum, 1993)
  - "Evil Warning" (Single, 1994)
- Holy Land (Álbum, 1996)
- Freedom Call (EP, 1996)
- Holy Live (EP ao vivo, 1997)
- Fireworks (Álbum, 1998)
  - "Lisbon" (Single, 1998)
  - "Rainy Nights" (Single, 1998)
- Rebirth (Álbum, 2001)
  - "Acid Rain" (Single, 2001)
- Rebirth World Tour: Live in São Paulo (Ao vivo, 2001)
- Hunters and Prey (EP, 2002)
- Temple of Shadows (Álbum, 2004)
- Aurora Consurgens (Álbum, 2006)
  - "The Course of Nature" (Single, 2006)
- Aqua (Álbum, 2010)
  - "Arising Thunder" (Single, 2010)
- Secret Garden (Álbum, 2015)
- Ømni (Álbum, 2018) – Participação especial
- Cycles of Pain (Álbum, 2023) – Participação especial

### Outros
- Tribuzy – Execution (Álbum, 2005)
- Tribuzy – Execution Live Reunion (Ao vivo, 2007)
- Neural Code (Álbum, 2009)

### com Megadeth
- Dystopia (Álbum, 2016)
- Warheads On Foreheads (Álbum, 2019) compilação
- The Sick, The Dying And The Dead (Álbum, 2021)

## Videografia
Vídeo Aulas
- Kiko Loureiro: Estilos, Escalas e Licks (VHS, 1992/DVD, 2005)
- Kiko Loureiro: Técnica e Versatilidade (VHS/DVD, 2002)
- Kiko Loureiro: Os Melhores Solos e Riffs do Angra (VHS/DVD, 2002)
- Kiko Loureiro: Guitarra Para Iniciantes (DVD, 2008)
- Kiko Loureiro: Rock Fusion Brasileiro (DVD, 2008)
- Rock House Kiko Loureiro Creative Fusion (DVD, 2010)

Shows com o Angra
- Rebirth World Tour part 1: Live in Rio de Janeiro (VHS, 2002)
- Rebirth World Tour: Live in São Paulo (DVD, 2003)
- Angels Cry anniversary tour (DVD, 2013)